# Les Bisounours, le film
Vous pouvez aider à l'améliorer ou bien discuter des problèmes sur sa page de discussion.
- Il ne cite pas suffisamment ses sources. Vous pouvez indiquer les passages à sourcer avec {{référence nécessaire}} ou {{Référence souhaitée}}, et inclure les références utiles en les liant aux notes de bas de page. (Marqué depuis avril 2024)
- Certaines informations devraient être mieux reliées aux sources mentionnées dans la bibliographie ou les liens externes. Améliorez sa vérifiabilité en les associant par des références. (Marqué depuis avril 2024)

- Archive Wikiwix
- Bing
- Cairn
- DuckDuckGo
- E. Universalis
- Gallica
- Google
- G. Books
- G. News
- G. Scholar
- Persée
- Qwant
- (zh) Baidu
- (ru) Yandex
- (wd) trouver des œuvres sur Wikidata

Série
Les Bisounours 2 : Une nouvelle génération
(1986)
Pour plus de détails, voir Fiche technique et Distribution.
Les Bisounours, le film ou Les Calinours, le film au Québec (The Care Bears Movie) est un film d'animation, produit par la société canadienne Nelvana et sorti le 29 mars 1985. 

## Caractéristique
Ce film, distribué par la Samuel Goldwyn Company, est le premier d'une trilogie à nous présenter les Bisounours dans les rôles principaux. C'est également la première apparition des cousins des Bisounours.
Il sera suivi l'année suivante par le film Les Bisounours 2 : Une nouvelle génération.

## Synopsis
Dans ce film, Monsieur Cherrywood (le concierge d'un orphelinat) parle de l'histoire des Bisounours qui aident deux enfants maladroits, Kim et Jason, à affronter le jeune disciple d'un grand magicien, Nicholas, qui a récupéré les pouvoirs maléfiques d'un vieux livre pour faire le mal.
Les Bisounours et leurs Cousins, ainsi que Kim et Jason, tenteront de sauver le grand carnaval sur terre et de détruire les pouvoirs de Nicholas…

## Anecdote
Les Bisounours, le film est une réussite financièrement pour son distributeur, Samuel Goldwyn, et pour un film non produit par Walt Disney. Il détient également le record d'entrée au Canada.
Arna Selznick fut une de trois réalisatrices à mettre en œuvre ce dessin animé. Elle est fière d'avoir contribué à la réussite de ce film, malgré une stratégie commerciale faible et un budget minime de la production.

## Fiche technique
- Titre : Les Bisounours, le film
- Titre original : The Care Bears Movie
- Réalisation : Arna Selznick
- Scénario : Peter Sauder
- Musique : Patricia Cullen
- Film canadien
- Date de sortie : 29 mars 1985 (États-Unis)
- Format : couleurs, son stéréo
- Genre : Animation, aventure, comédie, fantastique et film musical
- Durée : 75 minutes
- Tout public
- Producteurs : Michael Hirsh, Patrick Loubert et Clive A. Smith
- Production : Nelvana
- Distribution : Samuel Goldwyn Company (États-Unis), Miracle Films (Royaume-Uni), Astral Films (Canada), Artédis (France)

## Distribution

### Voix originales
- Eva Almos - Toufou le lapin / Groscopain
- Patricia Black - Groscadeau
- Jackie Burroughs - L'esprit
- Bob Dermer - Grognon
- Georgia Engel - Groschéri
- Janet-Laine Green - Grostaquin
- Luba Goy - Toucoustaud l'éléphant
- Terri Hawkes - Ti'coquine
- Dan Hennessey - Toubrave le lion
- Jim Henshaw - Toumalin le raton
- Hadley Kay - Nicholas
- Marla Lukofsky - Toufripon le singe
- Pauline Rennie - Toucalin le pingouin / Maminours
- Billie Mae Richards - Grosbisou
- Mickey Rooney - Monsieur Cherrywood
- Cree Summer - Kim (Amy)
- Sunny Besen Thrasher - Jason (Jeannot)

### Voix françaises
- Roger Carel : Grosjojo, Toucostaud l'éléphant, M. Fetuccini
- Jackie Berger : Grosveinard, Jeannot (voix chantée)
- Luq Hamet : Toufripon le singe
- Marie-Laure Beneston : Grostaquin
- Serge Lhorca : Groschéri, Toubrave le lion
- Monique Thierry : Groscopain, Gramanours, Toufou le lapin
- Vincent Ropion : Nicholas
- Marie Martine : Grosecret, Toumalin le raton, Ti' coquine
- Nadine Delanoë : Grosgâteau, Amy
- Martine Reigner : Grosdodo, Jeannot
- Joëlle Guigui : Toucalin le pingouin
- Pierre Trabaud : Grosbisous, Grognon, Monsieur Cherrywood
- Francette Vernillat : Groscadeau, Grosfarceur, Toudoux l'agneau, Madame Cherrywood
- Paule Emanuele : L'esprit